# Платинанонастронций
Платинанонастронций — бинарное неорганическое соединение
платины и стронция
с формулой Sr9Pt,
кристаллы.

## Получение
- Сплавление стехиометрических количеств чистых веществ:

{\displaystyle {\mathsf {Pt+9Sr\ {\xrightarrow {720^{o}C}}\ Sr_{9}Pt}}}

## Физические свойства
Платинанонастронций образует кристаллы
кубической сингонии,

параметры ячейки a = 0,6091 нм, Z = 0,5
.
Соединение образуется по перитектической реакции при температуре 720°С .